# Brigada zračne obrambe in letalstva Slovenske vojske
La Brigada zračne obrambe in letalstva Slovenske vojske (tradotto dallo sloveno Brigata di difesa aerea e aviazione delle Forze armate slovene, spesso abbreviata in BROZOL) costituisce la componente aerea delle forze armate slovene.

## Storia
L'aviazione militare slovena fu costituita ufficialmente nel 1991 in seguito alla dissoluzione della ex-Jugoslavia, e anche se si tratta di una modesta forza aerea, da molti anni ricopre ruoli sempre più importanti in seno alla NATO.
La Slovenia è uno dei più giovani stati indipendenti dell'Europa: già parte della Repubblica Socialista Federale di Jugoslavia, il piccolo stato si è spinto a cercare l'autonomia nel 1991.
Il suo territorio venne marginalmente coinvolto, con la guerra dei dieci giorni, dalle ostilità esplose tra le varie repubbliche dell'ex-Jugoslavia al momento della scissione e questa nuova nazione, influenzata dalle vicine Austria e Ungheria, si è unita alla NATO nel novembre del 2003. Da allora la responsabilità della difesa dello spazio aereo sloveno spetta alla Nato, nello specifico all'Aeronautica Militare italiana.
Dato che non ricevette alcuna forma di "eredità" dalla defunta Repubblica Socialista Federale di Jugoslavia, a parte pochi esemplari di addestratori basici UTVA-75, la Slovenia si trovò fin dall'inizio della sua indipendenza a dover ricostruire totalmente la propria componente aerea; un cammino iniziato nel lontano 1991 con un solo elicottero Gazelle.
La Slovenia ha visto crescere la propria aviazione militare velocemente, originariamente la SAF fu denominata soltanto Aviation Unit, denominazione inglese dovuta in previsione della futura adesione alla NATO e non solo per questioni di praticità, in quanto non si poteva ancora parlare una vera e propria forza aerea ma di un piccolo reparto di volo delle forze armate slovene.

## Aeromobili in uso
Sezione aggiornata annualmente in base al World Air Force di Flightglobal del corrente anno. Tale dossier non contempla UAV, aerei da trasporto VIP ed eventuali incidenti accorsi durante l'anno della sua pubblicazione. Modifiche giornaliere o mensili che potrebbero portare a discordanze nel tipo di modelli in servizio e nel loro numero rispetto a WAF, vengono apportate in base a siti specializzati, periodici mensili e bimestrali. Tali modifiche vengono apportate onde rendere quanto più aggiornata la tabella.
| Aeromobile                  | Origine     | Tipo                        | Versione (denominazione locale) | In servizio (2024) | Note | Immagine |
| Aerei per impieghi speciali |             |                             |                                 |                    | |          |
| Air Tractor AT-802          | Stati Uniti | lotta aerea antincendio     | AT-802F                         | 0                  | 4 AT-802F ordinati il 17 aprile 2023, con i primi due consegnati entro giugno dello stesso anno e gli ultimi due esemplari nel 2024.                                                              |          |
| Aerei da trasporto          |             |                             |                                 |                    | |          |
| Let L-410 Turbolet          | Rep. Ceca   | aereo da trasporto          | L-410UVP-E Turbolet             | 1                  | |          |
| Alenia C-27J Spartan        | Italia      | aereo da trasporto          | C-27J                           | 2                  | 1 C-27J selezionato il 17 novembre 2021, ordinato il 31 marzo 2022 e consegnato il 20 dicembre 2023. Un secondo esemplare è stato ordinato il 19 settembre 2023 e consegnato il 17 dicembre 2024. |          |
| Dassault Falcon 2000EX      | Francia     | aereo da trasporto VIP      | Dassault Falcon 2000EX          | 1                  | |          |
| Pilatus PC-6                | Svizzera    | aereo da trasporto leggero  | PC-6 Turbo-Porter               | 2                  | |          |
| Aerei da addestramento      |             |                             |                                 |                    | |          |
| Pilatus PC-9                | Svizzera    | aereo da addestramento      | PC-9M Hudournik                 | 9                  | 12 PC-9 ricrvuti in due lotti a partire dal 1995, nove dei quali aggiornati allo standsrd PC-9M. La versione PC-9M può svolgere anche compiti di attacco leggero.                                 |          |
| Zlín Z-143                  | Rep. Ceca   | aereo da addestramento      | Zlin Z 143                      | 2                  | |          |
| Zlín Z 242                  | Rep. Ceca   | aereo da addestramento      | Z 242L                          | 8                  | |          |
| Elicotteri                  |             |                             |                                 |                    | |          |
| Eurocopter AS 532AL Cougar  | Francia     | elicottero da trasporto     | AS 532UL/AL                     | 4                  | |          |
| Bell 412                    | Stati Uniti | elicottero utility          | 412EP412HP412SP                 | 521                | |          |
| Bell 206                    | Stati Uniti | elicottero da addestramento | 206B-3 JetRanger III            | 4                  | |          |
| AgustaWestland AW139        | Italia      | SAR MedEvac                 | AW139M                          | 0                  | 6 AW139M ordinati il 28 novembre 2023. |          |